# Calyptrocarya monocephala
Calyptrocarya monocephala là một loài thực vật có hoa trong họ Cói. Loài này được Hochst. ex Steud. mô tả khoa học đầu tiên năm 1855.